# Brooklyn Heights (Ohio)
Brooklyn Heights è un villaggio degli Stati Uniti d'America, situato nello stato dell'Ohio, nella contea di Cuyahoga.